# Dorami
Dorami (ドラミちゃん, Dorami-chan) fue un anime y manga japonés, derivado de Doraemon —en esta última serie es personaje secundaria—.

## Historia

### Trama
Todas las historias que protagoniza en solitario tienen la estructura siguiente: Dorami viaja al pasado o al futuro para realizar una serie de misiones en las que ayuda a todos los Nobi de la Historia a resolver sus problemas y mejorar sus vidas.
En las coprotagonizadas con Los (o The) Doraemons, la estructura varía ligeramente: a Dorami y  Los Doraemons les surgen casualmente misiones misteriosas en el futuro donde tienen que resolver una serie de problemas que les afectan a ellos mismos o a gente de su entorno.
En la serie de manga, las historias son completamente diferentes: Dorami desempeña las funciones de niñera de Jaiko.

### Anime
Anexo: Películas de Dorami y The Doraemons
Dorami protagonizó cuatro películas en solitario —todo mediometrajes— y coprotagonizó dos películas junto a The Doraemons —un mediometraje y un cortometraje—, producidas por Shin-Ei Animation entre 1989 y 2001. En España, bajo licencia de Luk Internacional, son estrenadas desde 2006.

### Manga
El mangaka Teruyuki Kamakawa —ayudante de Fujiko F. Fujio— desarrolló una serie de manga bajo el título Dorami, con el personaje homónimo de protagonista, para Shogakukan. Fue publicada en la revista Pyonpyon (ぴょんぴょん) desde el número de julio de 1990 (1 de junio de 1990) hasta el número de junio de 1991 (1 de mayo de 1991). Fueron realizadas 12 historietas cortas.

## Personajes

### Protagonista
- Dorami (ドラミ, Dorami) (Factoría Matsushiba, Tokio, Japón, domingo 2 de diciembre de 2114 —entre 8 y 10 años—) es la hermana menor de Doraemon y una gata robot de colores blanco y amarillo y cabezona que posee un bolsillo de la 4.ª dimensión donde guarda sus inventos al igual que su hermano Doraemon. Trabaja de niñera. Es buena, tierna, inteligente, comprensiva y tenaz y tiene mejor rendimiento que su hermano. Suele aparecer para ayudar a Doraemon cuando se le descontrola una situación. También aparece en la serie de Doraemon en algunos episodios y películas. En dicha serie, Dorami suele aparecer para ayudar a Nobita cuando es necesario, y también a su pandilla de amigos. Pero cuando aparece suele ser para que ella cuide de Nobita temporalmente para que Doraemon se fuera a sus revisiones periódicas. A Dorami le enfada que él intente escapar de las revisiones periódicas. Dorami tiene unas orejas en forma de lazo

Dorami sustituyó a Doraemon en el cuidado de Sewashi. El pan de melón es su alimento favorito. Sufre una grave blatofobia ―fobia a las cucarachas―. En sus películas, realiza una serie de misiones que le encarga Sewashi para mejorar la vida de todos los Nobi de la Historia o que surgen por casualidad en sus viajes con 7 Doraemons; en las historietas, es la niñera de Jaiko.

### Principales
- Sewashi Nobi (野比 セワシ, Nobi Sewashi) (Tokio, Japón, jueves 30 de agosto de 2114 —10 años—) es el tataranieto de Nobita y Shizuka. Es buena persona. Es un mal estudiante y un buen deportista. Él fue quien adquirió a Doraemon y lo mandó al pasado. La rata robot que royó las orejas del gato robot era suya, que estaba estropeada y entendió mal la orden de corregir las orejas de la escultura que hizo con la esfigie de él. El jueves 3 de septiembre de 2122 Doraemon le salvó de unos maleantes que le secuestraron. En las películas, Sewashi le encarga a Dorami una serie de misiones para mejorar la vida de todos los Nobi de la Historia.
- Jaiko Gōda (剛田 ジャイ子, Gōda Jaiko) (Nerima, Tokio, Japón, un 19 de julio —8 años—) es la hermana pequeña de Gigante y la chica creativa del barrio. Es buena, pero insegura. Realiza manga, a lo que le gustaría dedicarse profesionalmente de mayor; su pseudónimo es Kurisūchine Gōda [Christine Gōda en España]. Su destino hubiera sido casarse con Nobita y llevar una vida penosa de no intervenir Doraemon. En las historietas, Jaiko tiene a Dorami como niñera.

### Otros
- Za • Doraemonzu (ザ☆ドラえもんズ) [The Doraemons en España] es un grupo de amigos formado por 7 gatos robot: MS903 Doraemon, Dora the Kid, Wang Dora, Doramed III, Doranikov, El Matadora y Dorarinho. Están interconectados por la tarjeta de la amistad. Junto a este grupo, Dorami trata de resolver misiones misteriosas; además, está enamorada de Dora the Kid.

## Reparto de voces
| Personaje    | Actor de voz (Japón)       | Actor de voz (España - Equipo de Vizcaya)                                          |
| ------------ | -------------------------- | ---------------------------------------------------------------------------------- |
| Dorami       | Keiko Yokozawa (1989-2001) | Ana Guadalupe Hernández (2006) Sonia Torrecilla (2007) Rosa Romay (2007-2008/2011) |
| Sewashi Nobi | Yoshiko Ōta (1991-1993)    | Juan Martín Goirizelaia (2007-2008)                                                |